# Olpe (vase)
Olpe er en antik græsk vasetype, den findes i to hovedtyper. Den ældste opstod i Korinth imod slutningen af den protokorinthisk periode, og den yngre er en attisk type. 
Typen er formet som en mugge med lodret hank og bølget kant. Den minder meget om oinochoe, og olpe bruges også som navn på en speciel type oinochoe. 